# Скопление Арки
Скопление Арки — одно из самых плотных звёздных скоплений в нашей Галактике. Это группа молодых звёзд, расположенных всего в 100 световых годах от сверхмассивной чёрной дыры, находящейся в центре Млечного Пути. Через некоторое время под воздействием её притяжения скопление должно разрушиться. Скопление Арки получило своё название оттого, что на его снимках в рентгеновском диапазоне наблюдаются образования в виде дуг, или арок, представляющих собой раскалённые до 60 миллионов градусов облака газов. Скопление находится в созвездии Стрельца, расстояние от Земли — 25 000 световых лет. Оно содержит 150 звёзд класса О, которые сконцентрированы в области диаметром один световой год. Если бы мы жили в этом скоплении, нашему взору ночью открывалось бы фантастически красивое и яркое звёздное небо; правда, свет ближних звёзд сильно мешал бы рассматривать дальний космос. Возраст звёзд в скоплении — 1—2 миллиона лет.
В 2006 году, после четырёх лет наблюдения за скоплением, учёные обнаружили, что скопление Арки сдвинулось на семь миллионных частей градуса, что соответствует скорости, превышающей 200 км/c.